# Achaearanea caqueza
Achaearanea caqueza är en spindelart som beskrevs av Claude Lévi 1963. Achaearanea caqueza ingår i släktet Achaearanea och familjen klotspindlar.
Artens utbredningsområde är Colombia. Inga underarter finns listade i Catalogue of Life.